# Kahles Kreuzlabkraut
Das Kahle Kreuzlabkraut (Cruciata glabra) ist eine Pflanzenart aus der Gattung Färberröten (Rubia) innerhalb der Familie der Rötegewächse (Rubiaceae).

## Beschreibung
Das Kahle Kreuzlabkraut ist eng mit dem in Mitteleuropa meistverbreitet vorkommenden Gewimperten Kreuzlabkraut (Cruciata laevipes) verwandt. Es unterscheidet sich von diesem unter anderem durch kahle Blütenstiele und fehlende Hochblätter.

### Vegetative Merkmale
Das Kahle Kreuzlabkraut wächst als sommergrüne, ausdauernde krautige Pflanze und erreicht Wuchshöhen von 10 bis 30 Zentimetern. Es wird ein kriechendes Rhizom gebildet. Der aufsteigende oder aufrechte Stängel wirkt zart und ist im Querschnitt vierkantig, kahl oder im unteren Teil auch schwach behaart.
Die hellgrünen Laubblätter sitzen jeweils zu viert in einem Quirl. Sie sind von ei-länglicher bis elliptischer Form, vorn stumpf oder etwas spitzlich, deutlich dreinervig und am Rand bewimpert.

### Generative Merkmale
Die Blütezeit reicht von April bis Juni. Die Blüten sitzen in drei- bis neunblütigen Quirlen jeweils oberhalb an den Blattwirteln.  Die zwittrigen Blüten sind vierzählig. Die vierspaltige Krone hat eine Breite von etwa 2 Millimetern und ist gelb bis grünlichgelb gefärbt; sehr selten kann sich auch ganz weiß sein.
Die kahlen Blütenstiele sind zur Fruchtzeit herabgebogen. Die Frucht ist bei einer Breite von etwa 2,5 Millimetern fast zweikugelig geformt, glatt und wird zuletzt schwärzlich.
Die Chromosomenzahl beträgt 2n = 22 oder 44.

## Ökologie
Beim Kahlen Kreuzlabkraut handelt es sich um einen mesomorphen Hemikryptophyten.

## Vorkommen
Cruciata glabra ist vom nordwestlichen Afrika und von Südwesteuropa über die Südschweiz, Österreich, Südpolen bis zur Balkanhalbinsel und dem Kaukasusraum und Südrussland verbreitet. Sie ist ein gemäßigt-kontinental-submediterranes Florenelement. In Mitteleuropa kommt sie meist selten vor. In Deutschland ist das Kahle Kreuzlabkraut selten und zerstreut vor allem im mittleren und südlichen Gebiet zu finden. In Österreich ist es in allen Bundesländern zerstreut auftretend. In der Schweiz kommt es vor allem im Tessin und Graubünden vor.
Cruciata glabra wächst an Wald-, Weg- und Wiesenrändern sowie in lichten Wäldern. Es bevorzugt frische und nährstoffreiche Lehmböden. Es kommt in Mitteleuropa vor allem in Origanetalia-Gesellschaften oder Carpinion-Gesellschaften vor.
Die ökologischen Zeigerwerte nach Landolt & al. 2010 sind in der Schweiz: Feuchtezahl F = 3 (mäßig feucht), Lichtzahl L = 3 (halbschattig), Reaktionszahl R = 3 (schwach sauer bis neutral), Temperaturzahl T = 4+ (warm-kollin), Nährstoffzahl N = 3 (mäßig nährstoffarm bis mäßig nährstoffreich), Kontinentalitätszahl K = 4 (subkontinental).

## Bilder

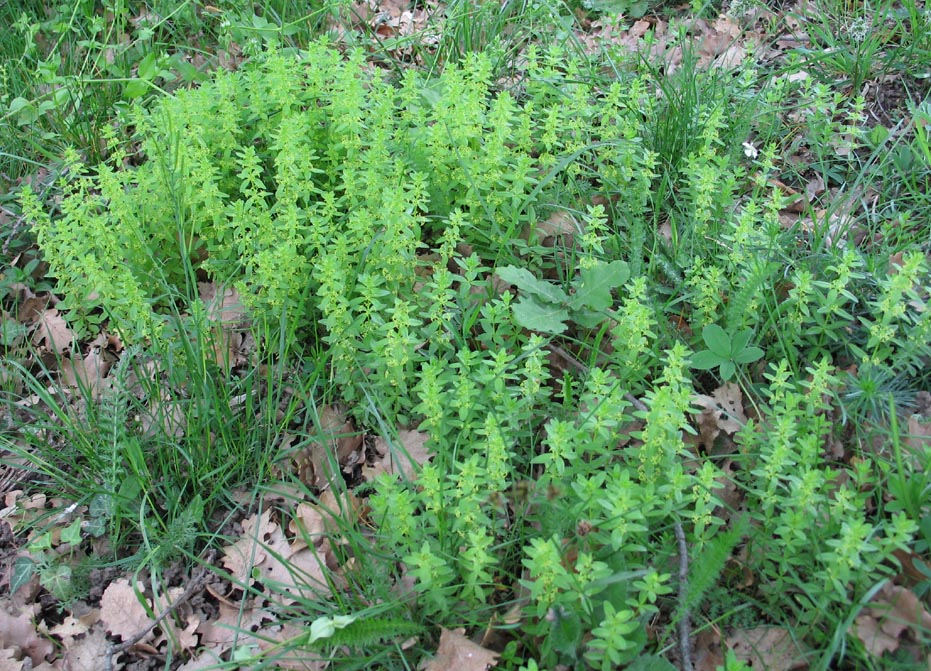
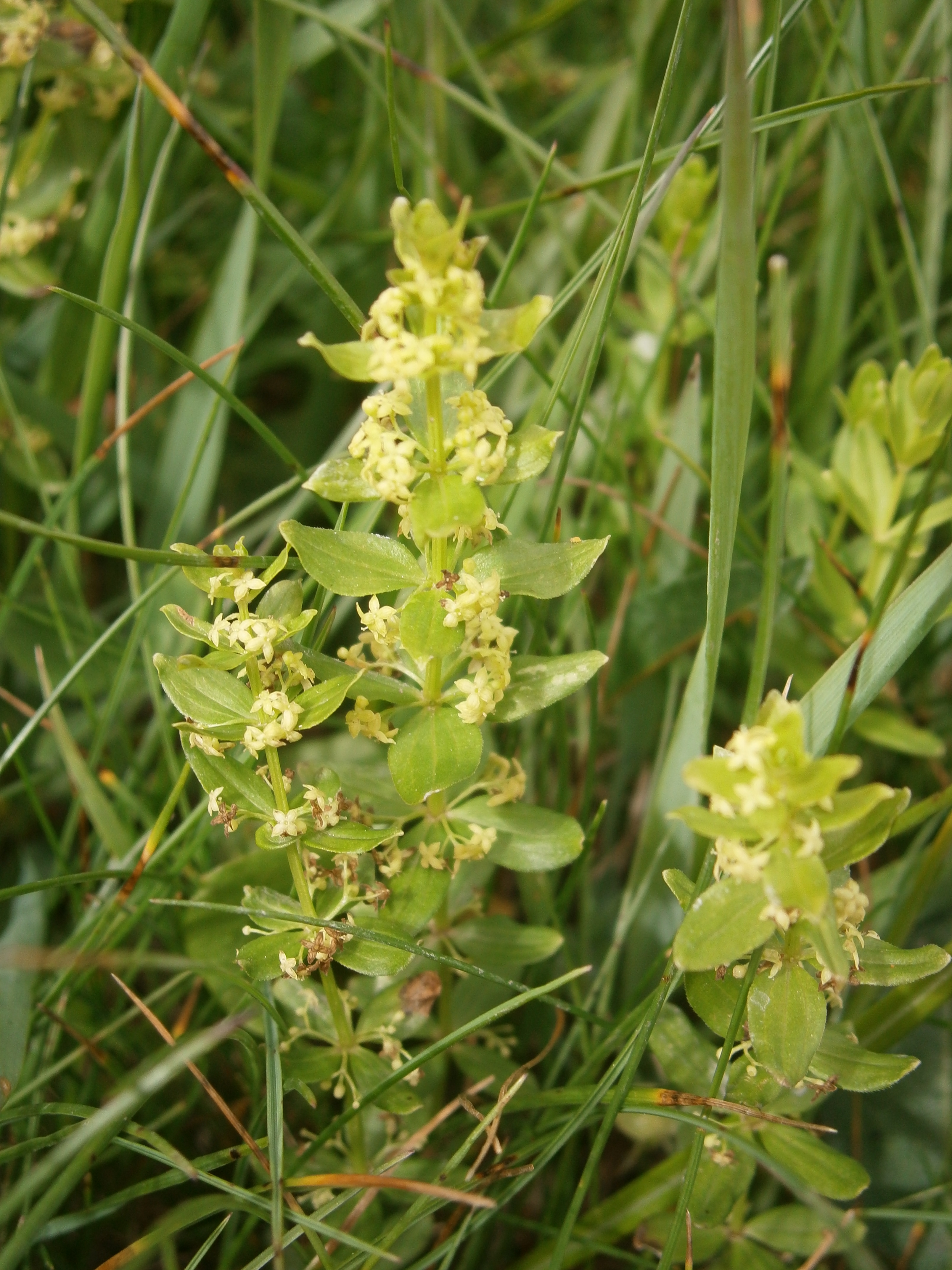
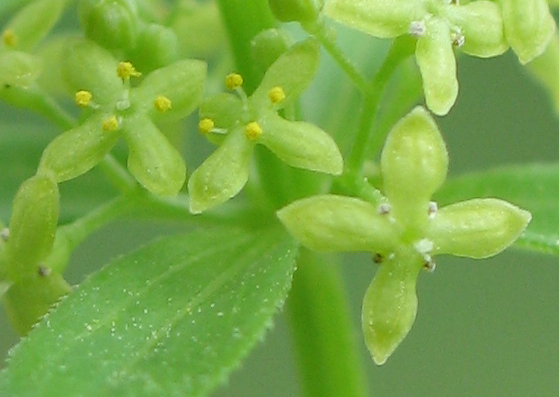

## Systematik
Die Erstveröffentlichung erfolgte unter dem Namen (Basionym) Valantia glabra Carl von Linné in Species Plantarum, 2. Auflage, 1762–1763, S. 1491. Die Neukombination zu Cruciata glabra wurde 1852 durch Friedrich Ehrendorfer veröffentlicht. Weitere Synonyme für Cruciata glabra (L.) Ehrend. sind: Valantia bauhini (Roem. & Schult.) Schur nom. superfl., Galium glabrum (L.) Röhl. nom. illeg., Galium bauhini Roem. & Schult., Galium vernum var. bauhini (Roem. & Schult.) DC.
Von Cruciata glabra gibt es je nach Autor etwa vier Unterarten:
- Cruciata glabra subsp. balcanica (Ehrend.) Soó (Syn.: Cruciata balcanica Ehrend., Galium verum var. pseudocruciata Röhl., Galium pseudocruciata (Röhl.) A.W.Hill): Sie kommt nur in Bosnien vor.[3]
- Cruciata glabra (L.) Ehrend. subsp. glabra: Sie kommt von Europa bis Sibirien und zum Kaukasus und auch in Nordwestafrika vor.[3]
- Cruciata glabra subsp. hirticaulis (Beck) Natali & Jeanm. (Syn.: Galium vernum var. hirticaule Beck): Sie kommt in Südeuropa und im südlichen Mitteleuropa vor.[3]
- Cruciata glabra subsp. krylovii (Iljin) E.G.Naumova (Syn.: Galium krylovii Iljin, Cruciata krylovii (Iljin) Pobed.): Sie kommt vom Kaukasusraum bis Sibirien vor.[3]